# برادری (فیلم ۱۹۶۸)
برادری (انگلیسی: The Brotherhood) یک فیلم در ژانر درام و جنایی به کارگردانی مارتین ریت است که در سال ۱۹۶۸ منتشر شد.

## بازیگران
- کرک داگلاس
- الکس کورد
- ایرنه پاپاس
- لوتر ادلر
- سوزان استراسبرگ
- ادواردو چانلی
- وال بیسگلیو
- بری پریموس
- ماری همیلتون
- وال آوری